# Pakawops formosanus
Pakawops formosanus is een spinnensoort in de taxonomische indeling van de Selenopidae. Het dier komt alleen voor in Taiwan.
Het dier behoort tot het geslacht Pakawops. De wetenschappelijke naam van de soort werd voor het eerst geldig gepubliceerd in 1943 door Kayashima.